# Нохратян-Торосян, Георгий Корюнович
Георгий Корюнович Нохратян-Торосян (31 мая 1926, Москва, СССР — 30 июня 1993, Москва) — советский авиационный конструктор, заместитель генерального конструктора ОКБ имени Ильюшина, участвовал в проектировании, постройке, испытаниях и эксплуатации Ил-14, Ил-18, Ил-54, Ил-62, Ил-86, Ил-76, Ил-114. Лауреат Ленинской премии, лауреат Государственной премии СССР.

## Биография
Георгий Нохратян родился 31 мая 1926 года в Москве, куда его семья в 1918 году переселилась из Карса. Дед Амазасп Нохратян в 1918—1920 годах был городским головой Карса. Отец Корюн Амазаспович Нохратян был по профессии теплотехником, кандидатом технических наук, преподавал в ряде вузов столицы. Мать — Тамара Григорьевна, родом из Шуши.

## Карьера
В 1943 году поступил в Московский авиационный институт. Студентом 5-го курса проходил преддипломную практику в ОКБ Ильюшина. Сюда же, окончив институт в 1949 году, пришёл на работу. На предприятии проработал 45 лет, прошёл путь от инженера-конструктора до заместителя главного конструктора ОКБ. За время работы участвовал в проектировании, постройке, испытаниях и эксплуатации самолётов Ил-14, Ил-18, Ил-54, Ил-62, Ил-86, Ил-76, Ил-114.
В 1958 году Нохратян-Торосян был назначен ведущим конструктором. В его обязанности входили постройка и испытание шасси для нового пассажирского самолёта Ил-18. При создании околозвукового реактивного фронтового бомбардировщика Ил-54 он участвовал в проектировании шасси, строил самолёт на опытном производстве, принимал участие в его лётных испытаниях.
В 1962 году был назначен руководителем конструкторской бригады по проектированию механизации средств управления самолётом. При его участии для межконтинентального авиалайнера Ил-62 были спроектированы и отработаны на опытных самолётах системы управления закрылками, спойлерами, стабилизатором, а также переднее шасси.
В 1967 году Нохратян-Торосян был назначен заместителем главного конструктора ОКБ на Казанском серийном заводе, где провёл большую работу по внедрению в серийное производство первого советского турбореактивного пассажирского самолёта Ил-62.
В последующие годы в качестве начальника КБ-3 занимался силовыми установками. Под его руководством были проведены работы по установке двигателей на первый отечественный пассажирский широкофюзеляжный самолёт Ил-86.
Нохратян-Торосян — автор 18 изобретений. Был председателем технического совета ОКБ по изобретательской и рационализаторской работе.
Лауреат Государственной премии за внедрение в серийное производство дальнего пассажирского самолёта Ил-62 и Ленинской премии за создание широкофюзеляжного пассажирского самолёта Ил-86. За успешную деятельность в области авиастроения также награждён орденом Трудового Красного Знамени, двумя орденами «Знак Почёта», медалью «За трудовую доблесть», нагрудным знаком «Отличник Аэрофлота», другими ведомственными наградами.
Отличительными чертами авиаконструктора Георгия Корюновича Нохратян-Торосяна были высокий уровень теоретической подготовки и значительный опыт проведения лётных испытаний, большая творческая инициатива и трудолюбие. Он обладал незаурядными организаторскими способностями.
Георгий Корюнович является автором следующих патентов: блокировочное устройство поворота передней ноги шасси самолёта, устройство оповещения о пожаре, вспомогательная силовая установка летательного аппарата, устройство для защиты воздухозаборника турбореактивного двигателя летательного аппарата, устройство для отклонения вектора тяги реактивного двигателя летательного аппарата, система управления двигателем летательного аппарата и другие.
Внес значительный вклад в совместную работу по экспорту самолётов «Ил».

## Награды
- Ленинская премия;
- Государственная премия СССР;
- Орден Трудового Красного Знамени;
- Два ордена «Знак Почёта»;
- Медаль «За трудовую доблесть»;
- Знак «Отличник Аэрофлота».